# 哈薩克河流列表
哈薩克河流列表，列舉全部或部分在哈薩克境內的河流，並依照流域排列；支流則由河口至源頭排序。

## 注入北冰洋
- 鄂畢河
  - 額爾齊斯河：跨國河流，上游位於中國境內，下游位於俄羅斯境內。
    - 托博爾河：跨國河流，下游位於俄羅斯境內。
    - 伊希姆河：跨國河流，下游位於俄羅斯境內。

## 注入裏海
- 烏拉河：跨國河流，上游位於俄羅斯境內，中游一度為兩國界河，再流入俄羅斯境內，下游一度為兩國界河，再流入哈薩克境內。
  - 伊列克河：跨國河流，中游位於俄羅斯境內，下游為兩國界河。
  - 奧爾河：跨國河流，下游位於俄羅斯境內。
  - 恩巴河

## 注入鹹海
- 錫爾河：跨國河流。

## 注入謝卡爾－紐吉茲沼澤
- 圖爾蓋河

## 注入莫因庫姆沙漠
- 塔拉斯河：跨國河流，上游位於吉爾吉斯境內。

## 注入阿克扎伊肯湖
- 楚河：跨國河流，上游位於吉爾吉斯境內。